# Hejren
Hejren er en film instrueret af Arthur Christiansen.

## Handling
En beskrivelse af hejren i Danmark. Dens liv og færden sommeren igennem skildres delvis i nærbilleder.